# 제4회 미국 감독 조합상
제4회 미국 감독 조합상은 1951년 뛰어난 활동을 보인 영화 감독을 기리기 위해 1952년 1월에 열린 시상식이다.

## 수상 및 후보

### 감독상(영화부문)
- 젊은이의 양지 - 조지 스티븐스 수상

### 명예상
- Louis B. Mayer 수상